# Observabilidade da evolução
Observabilidade da evolução é a propriedade da evolução das espécies de poder ser observada em ação. A observação é uma das condições com que o filósofo Karl Popper discerne o caráter científico de um estudo ou teoria. Por definição científica, o ato de observação pode ser descrito como a ação de observar, perceber ou notar atentamente ou por dados medidos, coletados, percebidos ou notados, especialmente durante uma experiência. Para confirmar a observabilidade da evolução é necessário que a mesma esteja enquadrada em algum desses métodos de observação científica. Muitas investigações científicas não envolvem experiências ou observação direta, desta forma, biólogos podem testar suas idéias sobre a história da vida na Terra, fazendo observações no mundo real. 
O fato de que o processo evolutivo que originou a maioria das espécies atuais tenha ocorrido no passado não afeta a sua observação, pois o registro fóssil e outras abundantes evidências testemunham que os organismos evoluíram através do tempo. Embora ninguém tenha observado essas transformações diretamente, a evidência indireta é clara, inequívoca e convincente. Em organismos com tempos de geração curtos (por exemplo, bactérias e vírus), é possível observar a evolução em ação ao longo de experimentos.

## Design Inteligente
Em uma carta ao editor, um dos adeptos do movimento Design Inteligente do Brasil, abordou que a evolução que acontece em pequena escala, conhecida como microevolução pode ser observada na natureza e em laboratório. Na carta, alegou-se que o Design Inteligente não nega certo grau de evolução referente à adaptabilidade das espécies, como, por exemplo, pequenas modificações (microevolução) que geram variações biológicas limitadas dentro da mesma espécie, e que podem ser observadas tanto na natureza quanto em laboratório.

## Ocorrências da Evolução observada

### BactériasEscherichia colifilmadas evoluindo
Pesquisadores da Harvard Medical School e do Instituto de Tecnologia de Israel produziram uma placa de Petri gigante e fizeram um timelapse mostrando bactérias sofrendo mutações e desenvolvendo resistência a um antibiótico. Durante duas semanas, eles observaram — e filmaram — como a bactéria morria, sobrevivia e se adaptava às condições adversas localizadas nas bordas dos perímetros da placa. O vídeo em timelapse mostra literalmente o processo evolutivo em curso — algo que normalmente permaneceria invisível aos olhos humanos. No décimo primeiro dia do experimento, as bactérias que migraram para o ponto com a maior concentração de antibióticos foram versões com mutações que  conseguiram sobreviver a um antibiótico conhecido como trimetoprima numa dose mil vezes maior do que aquela que matou seus antepassados. E algumas bactérias adquiriram uma resistência 100 mil vezes maior ao ciprofloxacina, outro antibiótico comum.

### VírusBacteriophage lambdaobservados evoluindo
Cientistas conseguiram observar a evolução de duas novas espécies de vírus em formação, no intervalo de apenas um mês. As duas espécies incipientes formaram-se a partir de uma população do mesmo vírus submetida à condições ecológicas distintas. O vírus Bacteriophage lambda - que é capaz de infectar bactérias Escherichia coli e reproduzir-se dentro delas através de proteínas receptoras presentes nas paredes celulares de seus hospedeiros. Os cientistas então cultivaram esses vírus na presença de dois tipos de células (LamB e OmpF) que variaram em seus receptores. Com os vírus evoluindo na presença de ambos os tipos de bactéria (cada qual com uma das variantes da proteína receptora), a população original dos vírus dividiu-se em duas e as formas originais desse vírus acabaram por ser extintas, dando lugar às formas especializadas.

### 60 mil gerações deEscherichia coliobservadas evoluindo
Um experimento famoso realizado com as bactérias Escherichia coli foi do grupo liderado pelo pesquisador Richard Lenski. No estudo, iniciado no ano de 1988, o biólogo confinou 12 populações idênticas da bactéria E. coli em frascos cheios de glicose. Hoje, trinta anos depois, já são aproximadamente 60 mil gerações de bactérias que mostraram mudanças significativas (que incluem alterações de tamanho, padrão reprodutivo, otimização da digestão de glicose e a capacidade de metabolizar citratos (este último, um traço fenotípico inteiramente novo e não característico das E. coli ordinárias), o que  equivale a cerca de um milhão de anos de evolução humana, dada as devidas proporções de estimativa de vida e tempo de geração de novas linhagens.  

### Variações por especiação alopátrica emAnolis dominicanos
Um estudo realizado no início dos anos 90 com o lagarto dominicano da espécie Anolis oculatus enfatizou uma das vertentes pelas quais novas espécies podem surgir. Nestes indivíduos, o comprimento dos dedos, dos pés, o modelo de escamas e outras características diferem de acordo com seu habitat. Na pesquisa, os cientistas distribuíram 12 grupos de Anolis oculatus num recinto vigiado, localizado em uma variedade de habitats insulares (um aglomerado de ilhas) que vão de regiões costeiras secas à floresta tropical de montanha. Depois, eles passaram a medir certas características que se mostravam hereditárias nos respectivos organismos, como a extensão das pernas e dos pés, a dimensão da cabeça e a cor e forma das escamas. Pouco depois, os pesquisadores descobriram que essas características já apresentavam variações nas novas gerações de populações de lagartos, em um protótipo que resultava do meio em que ele estava inserido.  

### Evolução deOncorhynchus nerkano Lago Washington
Um exemplo de como o processo de especiação pode ocorrer num período de tempo relativamente rápido advém de um experimento realizado no Lago Washington, nos anos 50, nos Estados Unidos. Neste lago, os cientistas introduziram uma população de uma mesma espécie de salmão: eles despejaram no lago um balde com a mesma linhagem de filhotes da espécie Oncorhynchus nerka. Com o tempo, parte da população introduzida no lago se separou, indo uma para um rio próximo ao local, enquanto a outra permaneceu estabelecida no lago. Por contingências locais, hoje, as duas populações já não se cruzam mais, apesar de elas se encontrarem nas redondezas do lago. Elas sofreram alterações fenotípicas marcantes, sendo que uma população está ficando morfologicamente e fisiologicamente adaptada ao rio - com uma forma mais alongada- enquanto que a do lago, onde as correntes praticamente não existem, possui uma forma mais achatada ou 'arredondanda'. 
O exemplo de início de especiação no Lago Washington é bastante destacado, visto que o fenômeno pôde ser observado em um organismo de relativamente grande (geralmente os pesquisadores preferem trabalhar com organismos a nível microscópico, onde as espécies vivem por pouco tempo e é possível acompanhar as mudanças ocorridas em várias gerações)  e que, mesmo nesta escala, o evento ocorreu apenas em cinquenta anos. 